# Alligator mcgrewi
Alligator mcgrewi — вимерлий вид алігаторів. Він жив в період раннього міоцену на території сучасного штату Небраска (США).

## Опис
Розміри черепа A. mcgrewi становлять 145×96 мм. За розрахунками дослідників, вага алігатора складала 3 кг.